# تاكاكي كاندا
تاكاكي كاندا (باليابانية: 神田 貴樹) (مواليد 14 أغسطس 1975)، هو لاعب كرة قدم سابق كان يلعب كمهاجم.